# Општина Песница
Општина Песница (словен. Pesnica) је једна од општина Подравске регије у држави Словенији. Седиште општине је насеље Песница при Марибору.

## Природне одлике
Рељеф: Општина Песница налази се у северном делу Словеније, у словеначком делу Штајерске. Општина је брдско-брежуљкастог карактера - област Словенске горице.
Клима: У општини влада умерено континентална клима.
Воде: Једини значајан водоток на подручју општине је речица Песница. Остали водотоци су мали и њене су притоке.

## Становништво
Општина Песница је средње густо насељена.

## Насеља општине
| - Вајген - Восек - Вуковје - Вуковски Дол - Вуковски Врх - Гачник - Долња Почехова - Драгучова | - Дранковец - Згорње Хлапје - Згорњи Јакобски Дол - Јаренински Дол - Јаренински Врх - Јеленче - Кушерник - Ложане | - Мали Дол - Перница - Песница при Марибору - Песнишки Двор - Поченик - Поличка Вас - Полички Врх - Ранца | - Рочица - Слатеник - Сподње Добрење - Сподње Хлапје - Сподњи Јакобски Дол - Флекушек |  |

## Додатно погледати
- Песница при Марибору